# Neoseiulus culpus
Neoseiulus culpus är en spindeldjursart som beskrevs av Denmark och Evans 1999. Neoseiulus culpus ingår i släktet Neoseiulus och familjen Phytoseiidae. Inga underarter finns listade i Catalogue of Life.